# 모아비트 교도소
모아비트 교도소(독일어: Justizvollzugsanstalt Moabit)는 독일 베를린 미테구 모아비트 있는 교도소이다. 1887년부터 1881년까지 공사를 거친 모아비트 왕립 조사감옥(Königliche Untersuchungsgefängnis im Stadtteil Moabit)으로 개소했으며, 교도소 건물은 건축유산으로 지정되어 있다. 나치 독일 시기에는 나치 정권에 반대했던 사람들을 수용하기도 했다. 현재는 베를린의 남성 성인 제소자의 미결구금과 범인인도구금 및 보안 관리가 필요한 제소자 수용에 사용하고 있다. 4개 동으로 구성되어 있으며 수용 가능 인원은 971명이다.

## 역사
왕립 조사감옥(Königliche Untersuchungsgefängnis)은 과거 형사법원 건물과 함께 건설되었으며, 최초 수형자는 1881년 9월 9일에 수용되었다. 교도소 시설은 오각별 형태의 패놉티콘형 남성 교도소, 치료 시설이 있는 소형 남성 교도소, 여성 교도소, 조리실, 관리실, 사택으로 구성되어 있다. 소형 남성 교도소는 1913년에 중앙 수형자 병원으로 개축되었으며, 현재는 그 기능이 플뢰첸제 교도소로 이전되었다. 1930년대의 사법개혁으로 프로이센 자유주의 최초의 범죄생물학 연구소가 설치되었다.
제2차 세계 대전 당시에는 법원 재판장과 교도소 정문이 파괴되었다. 1955년부터 1962년까지 2호 교도소가 재건축되었으며, 이후에는 개축 및 현대화 공사가 진행되었다. 모아비트 형사법원 건물과 직통 통로로 연결되며, 법원 판결 이후 수형자를 곧바로 교도소로 이송할 수 있다.

## 주요 수형자
- 게오르기 디미트로프 (1882년–1949년), 불가리아 정치인
- 구스타프 뵈스(1873년–1946년), 법학자, 베를린 시장
- 랄프 라인더스(* 1948년), 과거 6월 2일 운동 조직원
- 레오 요기헤스(1867년–1919년), 독일공산당 창립자
- 로날트 프리치(1951년–2022년), 6월 2일 운동 테러리스트
- 마르틴 니묄러(1892년–1984년), 목사
- 무사 첼릴(1906년–1944년), 타타르 시인
- 밀로 바루스(1906년–1977년), 운동 선수
- 볼프강 보르헤르트(1921년–1947년), 작가
- 빌헬름 피크(1876년–1960년), 공산주의 정치가
- 아네도레 레버(1904년–1968년), 정치인
- 아르노 풍케(* 1950년), 작가
- 아메드 만수르(* 1962년), 이집트계 영국인 기자
- 안드레아스 바더(1943년–1977년), 테러리스트
- 에두아르트 슈프랑거(1882년–1963년), 철학자
- 에른스트 부슈(1900년–1980년), 가수, 배우, 감독
- 에른스트 텔만(1886년–1944년), 바이마르 공화국의 정치가
- 에른스트 푸츠(1896년–1933년), 공산주의 정치가
- 에른스트 피스툴라(1906년–1945년), 복서
- 에리히 그네부흐(1903년–1961년), SA 조직원
- 요제프 피를레트(1880년–1961년), 건축 기술자
- 요하네스 바인리히(* 1947년), 테러리스트
- 요하네스 뷔스텐(1896년–1943년), 동상 제작자
- 울리히 피셔(1942년–2020년), 정치인
- 잉게 피트 (1944–2022), 테러리스트
- 카를 리프크네히트(1871년–1919년), 사회주의자
- 카를 플레트너(1893년–1945년), 공산주의자
- 프리드리히 빌헬름 포그트(1849년–1922년), 제화공
- 쿠르트 뎀러(1943년–2009년), 동독 록 밴드의 작사, 작곡가
- 테오도어 레게(1889년–1969년), 가톨릭 성직자
- 틸 마이어(* 1944년), 과거 6월 2일 운동 조직원
- 페트루스 레게(1882년–1951년), 가톨릭 성직자
- 프리츠 슈트렐레츠(* 1926년), 독일 국가인민군 수뇌부
- 프리츠 토이펠(1943년–2010년), 6월 2일 운동 주도자
- 하인리히 뤼브케(1894년–1972년), 독일연방공화국의 제2대 대통령
- 한스게오르크 노이만(* 1936년), 독일 최장기 수형자
- 헤르셸 그륀스판(1921년–1942년/43년 추정), 외교관 에른스트 폰 라트 암살자
- 호르스트 말러(* 1936년), 변호사, 네오나치
- 호르스트 크뤼거(1919년–1999년), 작가, 기자

1990년 독일의 재통일 이후에 독일 사회주의통일당과 동독의 지도부 중 일부가 여기에 수감되었다.
- 볼프강 보겔
- 알렉산더 샬크골로트코프스키
- 에곤 크렌츠
- 에리히 밀케
- 에리히 호네커(1935년/1936년에 수감 경력이 있음)[1]